# Comodín

Un ejemplo de comodín.

El comodín es una carta especial que se encuentra en las más modernas barajas de cartas, aunque también puede ser encontrado en otros juegos de mesa como por ejemplo el Rummikub y el Mahjong.
En general hay dos comodines por baraja, y los dibujos de dicha carta varían de acuerdo a las imprentas. También se suele representar a esta carta en blanco y negro, mientras que las otras poseen diversos colores. También puede darse el caso de la existencia de un comodín negro y el otro rojo. La mayoría de las veces se representa a los comodines como juglares o bufones. 
A veces se compara al comodín con El loco, que forma parte de los arcanos mayores en las cartas del Tarot. Comúnmente se le conoce como joker, arlequín, guasón o basura, esto dependiendo de lugar y del léxico que se maneje.

## Historia

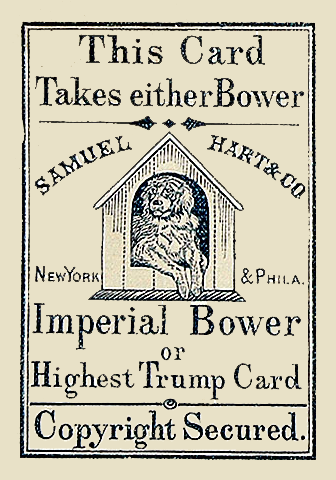
La primera carta del Joker de Samuel Hart, 1863.

En la historia, la carta extra o comodín se conoce con el nombre de “Jolly Joker”. Se cree que la carta extra “Joker” fue inventada por el jugador de cartas estadounidense Euchare que al modificarse las normas en algún momento durante la década de 1860, decidió que una baza adicional era necesaria. Originalmente fue llamado “The Best Bower” y luego “The Jolly Joker” (el bromista alegre). Estos comodines o tarjetas adicionales se introdujeron por primera vez en las barajas americanas en torno al 1863, pero fueron más aceptados al llegar los paquetes de cartas de fabricación inglesa en torno a 1880. El fabricante británico Chas Goodall empezó a distribuir barajas con comodines para el mercado estadounidense en la década de 1960.

## En informática
Se entiende por comodín aquel símbolo que sustituye a cualquier carácter o grupo de caracteres. Tradicionalmente, el asterisco (*) representa cualquier grupo de caracteres y la interrogación representa un único carácter.
En el caso del lenguaje SQL cumplen la función de comodines el símbolo de porcentaje (%) para representar una cadena de cero o más caracteres y el guion bajo (_) para representar un solo carácter.

## En la actividad política y empresarial
Un comodín es una persona u organización versátil que desempeña diversas funciones en una estructura empresarial o gubernamental, con el propósito de beneficiar al sistema en la búsqueda de objetivos generales o específicos. Se prescinde del comodín cuando este cumple las tareas encomendadas y/o se convierte en parte definitiva de la estructura, o también cuando quienes dirigen el sistema empresarial o gubernamental así lo hayan decidido, sea porque no cumplió con los objetivos o si los haya cumplido y no se requiera más de sus servicios. Esta definición también sería aplicable para grupos del crimen organizado.